# Кагава Кагэки
Кагава Кагэки (25 мая 1768 — 26 апреля 1843) — японский поэт периода Эдо.
Родился в Тоттори, в семье бедного самурая Араи. С детских лет изучал поэзию. В четырнадцать лет написал комментарий к антологии XIII века «Хякуниниссю».
Начиная с 1793 г., учился поэзии в Киото под предводительством поэта школы Нидзё Кагавы Кагэмото, который впоследствии даже усыновил своего ученика (отсюда его фамилия Кагава).
В 1796 г. Кагэки познакомился с семидесятилетним мэтром поэзии Одзавой Роаном, на которого произвёл хорошее впечатление своим мастерством. Роан часто давал парню очень дельные профессиональные советы и одновременно был его самым жестоким критиком.
Кагэки создал собственный стиль поэзии жанра танка, характерными чертами которого были изысканная литературная речь и отсутствие архаизмов, использование которых в современной поэзии он остро критиковал. Кроме того, Кагэки придерживался стиля поэтов антологии «Кокинсю», которые предпочитали намёки и суггестии в стихотворении, избегая открытого проявления чувств, присущего поэтам «Манъёсю». Основанная Кагэки школа поэзии Кайен (Кайен — один из псевдонимов Кагэки) насчитывала более десяти тысяч учащихся и занимала ведущее место в поэзии вака позднего периода Токутава.
Литературное наследие Кагэки собрано преимущественно в поэтической антологии «Кайенисси» («Ветка из сада багряника», 1828 г.) и в сборнике литературно критических размышлений Кагэки «Канаку тейо», изданной его учеником Итиямой Маюми в 1850 г., то есть уже после смерти поэта.